# Daniel Florencio
 (septembre 2024).
Pour les articles homonymes, voir Florêncio.
Daniel Pereira Florêncio (né le 25 avril 1980 à Belo Horizonte) est un réalisateur, scénariste et producteur brésilien basé à Londres.

## Carrière
Daniel Florêncio est diplômé en communication, avec une spécialisation en radio et télévision, de l'Université fédérale de Minas Gerais en 2005. Après avoir obtenu son diplôme, il a déménagé à Londres pour poursuivre un master en arts et médias à l'Université de Westminster. À la fin du cours, il a été embauché pour monter la production The Secret Show, une série BBC qui a décerné deux prix BAFTA , et est resté au Royaume-Uni, où il vit toujours.
Il a écrit et produit pour Current TV, la télévision défunte de l'ancien vice-président américain Al Gore, en 2008, le court-métrage documentaire Gagged in Brazil. Le film traite de la relation de contrôle de la presse par le gouverneur de Minas Gerais de l'époque, Aécio Neves,. L'équipe du politicien a tenté à plusieurs reprises, sans succès, d'empêcher la diffusion du documentaire par intimidation légale,.
En 2010, il écrit, réalise et produit le court métrage de fiction Awfully Deep, première œuvre de l'acteur Lino Facioli  qui apparaîtra plus tard dans Game of Thrones, une série HBO. Le court métrage a remporté une mention honorable au Athens International Film Festival à l' Ohio, aux États-Unis, et le prix du public au ShortShorts Film Festival à Tokyo,. Le film avait un intérêt particulier pour la France, étant projeté au Festival international du court-métrage de Clermont-Ferrand, aux Utopiales de Nantes et au Festival du film de L'étrange à Paris. Plus tard, il a été diffusé sur Canal+ dans leur émission Mikrociné. Il a également été finaliste du concours Banque Mondiale Film 4 Climate Competition.
En 2013, Florêncio et sa désormais épouse, Maria Nefeli Zygopoulou, lancent une campagne de financement participatif sur la plateforme Kickstarter pour réaliser leur premier long métrage, intitulé Chasing Robert Barker,. Le scénario tournait autour de l'histoire d'un paparazzo et s'inspirait du documentaire Tracking William: a Night with a Paparazzo, que Florêncio a réalisé pour diffuser sur Current TV. La campagne a permis de récolter près de 50 mil livres, et le film a été réalisé par sa société de production, I Made it Films, en partenariat avec Pegasus Pictures, d'Islande  (la société de production de Game of Thrones au pays), et lancé en 2015. L'année suivante, la production reçoit le prix du meilleur film d'action aux National Film Awards UK, devançant le blockbuster Star Wars : Épisode VII — Le Réveil de la Force,,,.
Florêncio et Zygopoulou travaillent actuellement à la pré-production d'un nouveau long métrage intitulé In Arcadia.